# Palej
Palej è una suddivisione dell'India, classificata come census town, di 10.872 abitanti, situata nel distretto di Bharuch, nello stato federato del Gujarat. In base al numero di abitanti la città rientra nella classe IV (da 10.000 a 19.999 persone).

## Geografia fisica
La città è situata a 21° 55' 48 N e 73° 05' 09 E.

## Società

### Evoluzione demografica
Al censimento del 2001 la popolazione di Palej assommava a 10.872 persone, delle quali 5.723 maschi e 5.149 femmine. I bambini di età inferiore o uguale ai sei anni assommavano a 1.480, dei quali 773 maschi e 707 femmine. Infine, coloro che erano in grado di saper almeno leggere e scrivere erano 7.451, dei quali 4.316 maschi e 3.135 femmine.